# 인그레스 (비디오 게임)
인그레스(Ingress)는 나이앤틱이 개발한 안드로이드, iOS 증강현실(AR) 모바일 게임이다. 이 게임은 2013년 12월 14일에 안드로이드 기기용으로 처음 출시되었고, 2014년 7월 14일에 iOS 기기용으로 출시되었다. 이 게임은 플레이가 자유롭고 게임 아이템에 대한 인앱 구매를 지원한다. 인그레스는 2018년 11월 현재 전 세계적으로 2000만 번 이상 다운로드되었다.
인그레스는 GPS를 사용하여 플레이어의 실제 위치와 가까운 "포탈"을 찾아 상호 작용한다. 포탈은 동상과 기념물, 독특한 건축물, 벽화, 역사적인 건물, 우체국등이 될 수 있다. 인그레스는 다양한 형태의 미디어를 통해 계속해서 게임에 배경 스토리를 알려주는데
, 배경 스토리의 요소로 공상 과학을 이용한다.

## 기본 플레이
다른 대부분의 MMOG들과는 다르게, Ingress는 플레이어 개개인이 아닌 두 개의 팩션(팀)의 경쟁을 기본으로 한다. 플레이어는 게임 내에서 XM(게임 내에서의 행동이나 상호작용을 위해 필요한 자원)이 일시적으로 소모되는 것 이외에는 다른 직접적인 피해를 받지 않는다. 이 게임 플레이는 조각상, 공공건축물, 랜드마크, 기념물들과 같은 것들로 이루어져있는 포탈을 캡쳐(획득)하고, 포탈 2개를 연결하면 포탈 사이에 '링크'가 만들어진다. 이 링크를 포탈끼리 3개 연결하면 삼각형으로 이루어지는 "Control Fields"가 만들어지고, 이 컨트롤 필드를 많이, 넓게 만들수록 더 높은 점수를 받는데, 이 점수는 팀 점수로 합산되어 매 체크포인트마다 어느 팀이 더 많은 점수를 받았는지 기록된다.